# Kamāmalu
Kamāmalu Kalani-Kuaana-o-Kamehamalu-Kekuaiwa-o-kalani-Kealii-Hoopili-a-Walu (o. 1802., Kawaihae, Havaji - 8. srpnja 1824., London, Ujedinjeno Kraljevstvo) bila je princeza i kraljica Havaja, supruga i polusestra kralja Kamehamehe II.

## Životopis
Kamāmalu je rođena oko 1802. godine na Havajima. Njezin je otac bio kralj Kamehameha I. Veliki, te je njezino ime skraćenica od Kamehamehamalu - "sjena usamljenoga", jer je Kamehameha bio "usamljenik".
Preko svog je oca bila unuka Kekuʻiapoiwe II.
Njezina je majka bila kraljica Kalākua Kaheiheimālie, a teta Kaʻahumanu; obje su bile udate za istog muškarca. Njezin je djed po majci bio Keeaumoku Pāpaiahiahi.
Imala je sestru Kīnaʻu, te su se obje udale za svog brata Kamehamehu II., koji je naslijedio oca na prijestolju Havaja. Kamāmalu mu je bila najdraža žena, ali nisu imali djece.
Na jeziku je imala tetovažu jer je bila duboko pogođena kad je kraljica Keōpūolani umrla 1823. godine. Kamāmalu je rekla: "He eha nui no, he nui roa ra ku‘u aroha." - "Velika bol uistinu, velika je moja ljubav."
1823. Kamāmalu i Kamehameha posjetili su London i kralja Đuru IV., te je ona bila u središtu pozornosti. Nažalost, dobila je ospice i umrla u Londonu 1824. godine, 8. srpnja. Kamehameha je bio u velikoj tuzi te je umro vrlo skoro.
Tijela kralja i kraljice odvezena su na Havaje gdje su pokopana.

## Vanjske poveznice
|  | Zajednički poslužitelj ima još gradiva o temi Kamāmalu |